# Powiat Schwandorf
Powiat Schwandorf (niem. Landkreis Schwandorf) – powiat w Niemczech, w kraju związkowym Bawaria, w rejencji Górny Palatynat, w regionie Oberpfalz-Nord.
Siedzibą powiatu Schwandorf jest miasto Schwandorf.

## Podział administracyjny
W skład powiatu Schwandorf wchodzi:
- dziesięć gmin miejskich (Stadt)
- sześć gmin targowych (Markt)
- 17 gmin wiejskich (Gemeinde)
- siedem wspólnot administracyjnych (Verwaltungsgemeinschaft)
- jeden obszar wolny administracyjnie (gemeindefreies Gebiet)

Miasta:
| Lp. | Nazwa miasta       | Ludność (31.12.2011) | Powierzchnia km² |
| --- | ------------------ | -------------------- | ---------------- |
| 1   | Burglengenfeld     | 12.361               | 93,28            |
| 2   | Maxhütte-Haidhof   | 10.632               | 34,71            |
| 3   | Nabburg            | 6.033                | 62,39            |
| 4   | Neunburg vorm Wald | 8.021                | 110,16           |
| 5   | Nittenau           | 8.466                | 98,45            |
| 6   | Oberviechtach      | 4.876                | 62,41            |
| 7   | Pfreimd            | 5.464                | 51,43            |
| 8   | Schönsee           | 2.635                | 50,27            |
| 9   | Schwandorf         | 27.921               | 123,76           |
| 10  | Teublitz           | 7.358                | 38,25            |

Gminy targowe:
| Lp. | Nazwa gminy targowej   | Ludność (31.12.2011) | Powierzchnia km² |
| --- | ---------------------- | -------------------- | ---------------- |
| 1   | Bruck in der Oberpfalz | 4.334                | 46,00            |
| 2   | Neukirchen-Balbini     | 1.108                | 48,29            |
| 3   | Schwarzenfeld          | 6.173                | 38,27            |
| 4   | Schwarzhofen           | 1.437                | 36,11            |
| 5   | Wernberg-Köblitz       | 5.616                | 66,03            |
| 6   | Winklarn               | 1.444                | 33,71            |

Gminy wiejskie:
| Lp. | Nazwa gminy            | Ludność (31.12.2011) | Powierzchnia km² |
| --- | ---------------------- | -------------------- | ---------------- |
| 1   | Altendorf              | 923                  | 23,16            |
| 2   | Bodenwöhr              | 4.089                | 51,91            |
| 3   | Dieterskirchen         | 997                  | 24,14            |
| 4   | Fensterbach            | 2.383                | 26,79            |
| 5   | Gleiritsch             | 653                  | 10,94            |
| 6   | Guteneck               | 868                  | 35,06            |
| 7   | Niedermurach           | 1.264                | 29,96            |
| 8   | Schmidgaden            | 2.890                | 41,23            |
| 9   | Schwarzach bei Nabburg | 1.501                | 27,37            |
| 10  | Stadlern               | 573                  | 10,55            |
| 11  | Steinberg am See       | 1.867                | 20,22            |
| 12  | Stulln                 | 1.672                | 15,52            |
| 13  | Teunz                  | 1.912                | 30,74            |
| 14  | Thanstein              | 982                  | 27,85            |
| 15  | Trausnitz              | 917                  | 17,61            |
| 16  | Wackersdorf            | 5.019                | 33,56            |
| 17  | Weiding                | 538                  | 22,43            |

Wspólnoty administracyjne:
| Lp. | Nazwa wspólnoty administracyjnej | Ludność (31.12.2011) | Powierzchnia km² | Liczba gmin |
| --- | -------------------------------- | -------------------- | ---------------- | ----------- |
| 1   | Nabburg                          | 7.824                | 120,61           | 3           |
| 2   | Neunburg vorm Wald               | 4.524                | 245,33           | 4           |
| 3   | Oberviechtach                    | 5.273                | 105,35           | 4           |
| 4   | Pfreimd                          | 6.381                | 69,04            | 2           |
| 5   | Schönsee                         | 3.746                | 83,25            | 3           |
| 6   | Schwarzenfeld                    | 9.346                | 81,16            | 3           |
| 7   | Wackersdorf                      | 6.886                | 53,78            | 2           |

Obszary wolne administracyjnie:
| Lp. | Nazwa obszaru | Ludność (31.12.2011) | Powierzchnia km² |
| --- | ------------- | -------------------- | ---------------- |
| 1   | Wolferlohe    | niezamieszkany       | 6,61             |

## Zmiany administracyjne
- 1 listopada 2013
  - rozwiązano obszar wolny administracyjnie Einsiedler und Walderbacher Forst a część jego terenu przyłączono do powiatu Cham w regionie Ratyzbona
- 1 stycznia 2017
  - rozwiązano obszar wolny administracyjnie Östlicher Neubäuer Forst a część jego terenu przyłączono do powiatu Cham w regionie Ratyzbona